# Concordato de Perú de 1980
El Concordato de Perú de 1980 es el acuerdo entre Perú (dirigido en ese momento por Francisco Morales Bermúdez) y la Santa Sede (ocupada por el papa Juan Pablo II). El acuerdo se suscribió el 19 de julio de 1980 y se aprobó dos días después bajo el Decreto Ley 23211.

## Historia
Históricamente el Estado peruano tuvo lazos diplomáticos desde su independencia y el posterior apoyo del político Bartolomé Herrera. Ese se consolidó en el Bula Praeclara Inter Beneficia, que daba durabilidad al patronato. Para ese entonces, tenía la particularidad de regalista e intervencionista; por ejemplo, el Congreso tenía derecho en velar la estructuración de los azorbispados en el país (acorde a la Constitución de 1933 y su modificación en la ley 9166). Sin embargo, su sucesora, la Constitución de 1979, estableció al país peruano de aconfesional y, por ende, excluyó la participación del Estado en asuntos religiosos. En 1980, se suscribió un concordato cuando se revocaron los derechos del patronato anterior, se atribuyó libertad de elección de autoridades a la Santa Sede y se siguió la postura del Concilio Vaticano II en las relaciones bilaterales.
El documento hizo mención que los futuros representantes deben ser peruanos. A cambio, con mayor flexibilidad que países como España, se mantuvo su estado de privilegio y reconocimiento de las comunidades católicas por las siguientes décadas, además de asegurar a la Iglesia su autonomía e independencia. Si bien tenía la posibilidad de velar como un administrador público, en la práctica eran regidas como organizaciones privadas.
El tratado se caracterizó por tener «ultraactividad» en su exoneración tributaria. Dicha liberación de impuestos de la Iglesia católica fueron confirmados en 1990 bajo el Decreto Legislativo 626. Al ser en parte de la administración del Estado, existe controversia sobre su financiamiento; según Marco Huaco, se toma parte del tesoro público para actividades religiosas y el salario de 1000 autoridades escleciásticas. Según El Comercio y La República, entre 2017 y 2023 el gobierno destinó más de dos y medio millones de soles anuales por encargo de la Dirección de Asuntos de la Iglesia Católica del Ministerio de Justicia.
El documento tuvo relevancia frente a iniciativas para deshacer. En 2016 el congresista Carlos Bruce propuso retirar el acuerdo, sin embargo Víctor Andrés García Belaúnde señaló que no es posible revocar. En 2020 el entonces ministro de Educación Ricardo Cuenca propuso retirar el curso de religión que, sin embargo, no era factible por no ser asunto del ministerio.